# NoitulovE

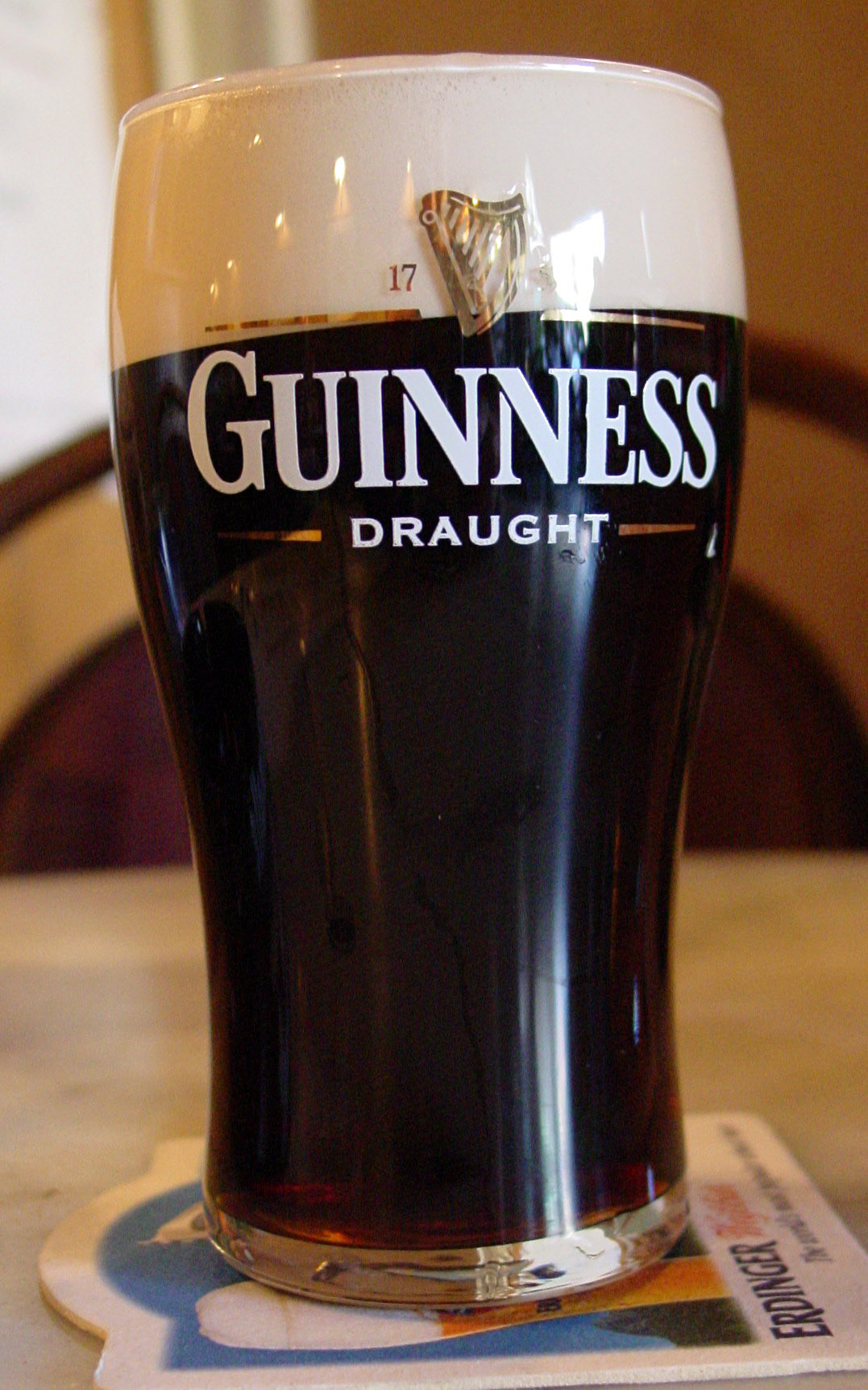
Бокал Guinness Draught Stout

noitulovE (слово «Evolution» наоборот, рус. Эволюция) — британский телевизионный рекламный ролик, выпущенный компанией Diageo в 2005 году для раскрутки пива Guinness Draught Stout. Ролик стал основой рекламной кампании стоимостью 15 млн фунтов стерлингов, направленной на мужчин в возрасте от 20 до 30 лет. В рекламе, в обратном порядке, показано путешествие трёх персонажей от рыб до современного человека перед тем как они пробуют Гиннесс в лондонском пабе. Ролик, стоимостью 1,3 млн фунтов стерлингов, был создан рекламным агентством Abbott Mead Vickers BBDO, а режиссёром выступил Даниель Клейнман. В работе над проектом также приняли участие Kleinman Productions и Framestore CFC. Премьера ролика на британском телевидении состоялась 3 октября 2005 года.
noitulovE стал пятым в серии роликов Good things come to those who wait, а его премьера завершила четырёхлетний перерыв в выпуске этой серии. Реклама получила хорошие отзывы и принесла финансовый успех компании. Она получила более 30 наград от различных профессиональных организаций, занимающихся рекламным и телевизионным бизнесом, став самой титулованным рекламным роликом 2006 года. Влияние рекламы на продажи в Великобритании было настолько большим, что в то время, как прибыль большинства пивных компаний падала, Гиннесс объявил о значительном увеличении своих доходов. В то же время объём продаж Гиннесса достиг максимальной отметки и компания заняла лидирующее место по объёмам продаж и доходу в регионе. Такой успех во многом связан с успехом рекламного ролика noitulovE.

## Награды и номинации
Art Directors Club Awards
- Silver — Special Effects
- Distinctive Merit — Cinema-Over 30 Seconds
- Distinctive Merit — TV-Over 30 Seconds
- Distinctive Merit — Editing
- Distinctive Merit — Art Direction
- Distinctive Merit — Music & Sound Design

Australian Effects and Animation Festival
- Победитель — Best Commercial

British Television Advertising Awards
- Gold — Alcoholic Drinks
- Silver — Best Over 60 Seconds
- Silver — Commercials Shown in Cinema and on TV

BTAA Craft Awards
- Победитель — Best Crafted Commercial of the Year
- Победитель — Best Direction (Daniel Kleinman)
- Финалист — Best Computer Animation
- Финалист — Best Use of Recorded Music
- Финалист — Best Video Post Production

Cannes Lions International Advertising Festival
- Победитель — Grand Prix (Film)

Clio Awards
- Gold — TV/Beverages Alcoholic
- Gold — TV/Direction
- Silver — Visual Effects

Cresta Awards
- Победитель — Grand Prix (Television)

D&AD Global Awards
- Yellow Pencil for Special Effects in the TV and Cinema Crafts

Epica Awards
- Победитель — Epica D’Or (films)

Eurobest Awards
- Gold — Alcoholic Drinks

Golden Award of Montreux
- Победитель — Gold Award (Best in show)
- Gold — Beverages (Alcoholic)
- Gold — Humour

Gunn Report
- Победитель — Most Awarded Commercial in the World

IAPI Shark Advertising Awards
- Gold — Alcoholic Drinks: Beer
- Gold — Best Post Production/Special Effects

Imagina Awards
- Победитель — Special Jury Prize

International ANDY Awards
- Победитель — Best in Show (GRANDY)

International Food And Beverage Creative Awards
- Победитель — Alcoholic Drinks (Television)
- Победитель — Television (Overall)

London International Awards
- Победитель — Beverages — Alcoholic (Television/Cinema)
- Победитель — Special Effects (Television/Cinema)
- Победитель (Disqualified)[17] — Original Music with Lyrics
- Финалист — Animation, Computer
- Финалист — Editing
- Финалист — Humour

Midsummer Awards
- Gold — Alcoholic Drinks
- Gold — Best Animation
- Gold — Best Post Production
- Silver — Best Use of Music

The One Show Awards
- Gold — Consumer Television

4th Visual Effects Society Awards
- Победитель — Outstanding Visual Effects in a Commercial